# Cacopsylla corcontum
Cacopsylla corcontum är en insektsart som först beskrevs av Sulc 1909.  Cacopsylla corcontum ingår i släktet Cacopsylla och familjen rundbladloppor. Enligt den finländska rödlistan är arten otillräckligt studerad i Finland. Arten är reproducerande i Sverige. Artens livsmiljö är friska och lundartade moar. Inga underarter finns listade i Catalogue of Life.